# Protukomunizam
Protukomunizam ili antikomunizam je politički stav koji je s različitim intenzitetom usmjeren protiv socijalno-utopističke teorije, ideologije, političkim pokretima, skupinama kao i raznim političkim varijantama komunizma. 
Kao povijesna i politička pojava, protukomunizam nije jedinstvena ideologija, i može biti sastavljena od raznih motiva i stavova kao primjerice iz vjerskih razloga,  ili komunizmu suprotstavljene političke ideje kao primjerice liberalizam, konzervativizma, fašizam, nacionalsocijalizam ili zagovaranje pluralizma te protivljenje totalitarnim ideologijama. Pojedine skupine komunista međusobno su suprotstavljene pa je dio antikomunističkih stradanja bio i u socijalističkim zemljama.
U velikim djelu zapadnih demokracija svijeta antikomunizam je isto kao i antifašizam postao značajan dio političke kulture, što je jedna od stvari koja se kosi s proklamiranim demokratskim stavom tih zemalja   Arhivirana inačica izvorne stranice od 29. travnja 2010. (Wayback Machine)   Arhivirana inačica izvorne stranice od 4. svibnja 2009. (Wayback Machine).
Rezolucijom Vijeća Europe 1481 (2006) o potrebi međunarodne osude zločina totalitarnih komunističkih režima, koju je 25. siječnja 2006. u Strasbourgu usvojila Parlamentarne skupština u Vijeća Europe, tvrdi se da su totalitarni komunistički režimi bez iznimke masovno kršili ljudska prava te osudila izostanak političkog pluralizma. Ona u članku 13 također poziva sve komunističke ili postkomunističke stranke da u svojim državama koje to još nisu učinile izvrše novu ocjenu povijesti komunizma i svoje vlastite prošlosti te potrebu za jasno distanciraje od zločina koje su počinili totalitarni komunistički režimi i njihovu nedvosmislenu osudu.

## Vjerski antikomunizam
Vjerske zajednice od samoga nastanka komunističke ideje istoj se protive među ostalim i zbog komunističkoga stava o religiji kao opijumu za narod te zbog ateističke ili antiteističke prirode komunizma. Do prvih uspješnih revolucija, većinski je stav, npr., Katoličke crkve bio da je komunistička ideja "iskrivljeno kršćansko poimanje" . No i u samom začetku komunističke ideje, papa Pio IX. nazvao je komunizam i socijalizam najfatalnijom pogreškom . Kasnije se, a pogotovo djelovanjem Pija XII., komunizam od strane Katoličke crkve počeo smatrati nekim vidom ultimativnoga zla. Rijetki katolički dužnosnici (poput zagovornika integralnog jugoslavenstva i od strane jugoslavenskih komunista odlikovanoga akademika Svetozara Rittiga, predsjednika povjerenstva za vjerska pitanja, saborskoga zastupnika iz đakovačkoga kotara i ministra u Vladi NRH, što je sve on bio, iako nije bio komunist ), nisu tijekom druge Jugoslavije bili gorljivi zagovornici antikomunizma. U ublažavanju stava prema komunističkoj vlasti, pomogla im je i činjenica da je ta vlast dopuštala bar simboličnu vjersku slobodu, pa je bilo dopušteno održavanje vjerskih skupova na otvorenom (npr. hodočašće u Mariju Bistricu) te pokretanje vjerskih listova (npr. Glas Koncila   Arhivirana inačica izvorne stranice od 4. rujna 2009. (Wayback Machine), Mi - glasilo katoličke mladeži).

## Liberalno-demokratski antikomunizam
Liberalno-demokratski antikomunizam javlja se u zemljama liberalne demokracije s različitim intenzitetom. U zemljama zapadne Europe on se danas, s iznimkom Njemačke, ograničava na verbalno suočavanje s komunistima i komunizmom i postavljanju izbornih pravila na način da komunisti teško mogu doći na vlast (npr. Španjolska). Slično se događa i u Japanu. U Sjedinjenim Američkim Državama, antikomunizam je postao dijelom politike obje najjače stranke. Dok danas manje-više slobodno svoje stavove može izricati i najjača komunistička američka stranka - CPUSA - komunisti su tijekom 20. stoljeća u dva navrata bili izloženi političkim progonima. Naistaknutiji progonitelj komunista bio je Joseph McCarthy po kojem je politički progon komunista u liberalnim demokracijama nazvan mekartizam i neomekartizam (suvremene pojave). Takav karakter antikomunizma u zapadnoj Europi događao se rjeđe. U Njemačkoj je nakon Prvoga svjetskog rata krvavo ugušen pokušaj Spartakističkog ustanka koji je završio porazom komunista. Vođe revolucije Karl Liebknecht i Rosa Luxemburg su pogubljeni.

## Fašistički i nacistički antikomunizam
Fašisti i naconalsocijalisti su u samim deklaracijama svojih ideja jasno iskazali svoje shvaćanje da su fašizam i nacionalsocijalizam čista suprotnost komunizmu. Dolaskom na vlast nacista u Njemačkoj, progon komunista počeo je prije i s intenzitetom ravnim progonu Židova. Kao izgovor za antikomunističke progone nacistima je poslužilo iscenirano paljenje parlamentarne zgrade. Fašistička Italija i nacistička Njemačka potpisale su međusobno vojni ugovor imena Antikominterna-pakt. Time su jasno dali do znanja da im je prvi protivnik komunizam, a tek potom liberalna demokracija. U svim fašističkim državama, bez iznimke, došlo je do masovnih stradanja komunista. Prvi otvoreni vojni sukob fašista i nacista s jedne, a komunista s druge strane dogodio se tijekom Španjolskoga građanskog rata u kojem su zapadne demokracije stajale po strani. Kad zapadne sile nisu pristale na reviziju odluka kojima su od imperijalne Rusije nakon Prvog svjetskog rata oslobodili Finsku, Litvu, Estoniju Latviju, dijelove Poljske, Ukrajine, Bjelorusije i Rumunjske,  SSSR je sklopio pakt s Hitlerom.

## "Komunistički" antikomunizam
U različitim socijalističkim zemljama pristup i razvoj komunističke teorije tekao je u drugačijim smjerovima. Štoviše, gotovo da i nema socijalističke države, bivše ili sadašnje, da nije imala zasebni "put u komunizam". U Europi je SSSR većini zemalja (osim Albanije i Jugoslavije) nametao svoj "put u komunizam" - u početku su prevladale Staljinove ideje (do Hruščovljeve, a kasnije Gorbačovljeva glasnost i perestrojka), dok su u Aziji prevladavale ideje Mao Ce Tunga (do Deng Ksijao Pingove reforme) te Kim Jong-ila i Ho Ši Mina. Povijest istočnoeuropskih zemalja tijekom vladavine komunista obilježena je progonima "pogrešnih" komunista ili protivnika komunizma u čemu je najviše prednjačio Staljin sa svojim čistkama (u kojima je stradalo između 1.000.000 do 20.000.000 ljudi). Jedan od prvih slučajeva međukomunističkim obračuna dogodio se tijekom Španjolskoga građanskog rata kada su se sukobili pripadnici POUM-a (tada pronezavisne komunističke stranke) i PCE-a (tada prostaljinističke komunističke stranke).

## Antikomunizam u Kraljevini Jugoslaviji
Kao i u drugim zemljama istočne Europe, tako je i u Hrvatskoj nakon Prvoga svjetskog rata došlo do masovnih progona komunista. Nastala 1919. kao Socijalistička radnička partija, komunistička je stranka na lokalnim, a zatim i parlamentarnim izborima 1920. u Hrvatskoj požnjela dobar uspjeh. Primjerice, 1920. je u Zagrebu za gradonačelnika izabran Svetozar Delić, zastupnik najbrojnije SRPJ(k). Međutim, njegova je vlast trajala svega tri dana kad ga je s funkcije, po nalogu iz Beograda, smijenio tadašnji ban Matko Laginja. Nakon smjene i zabrane rada u gradskoj skupštini, lokalna je vlast organizirala prve progone i uhićenja komunista. Kasnije te godine, na izborima za Ustavotvornu skupštinu, tada već KPJ (preimenovana tako na II. kongresu u Vukovaru) osvojila je šezdesetak mandata. Do kraja godine država je ozakonila zabranu komunističke propagande (Obznana), a nakon donošenja Ustava, 1. kolovoza 1921. zabranila je rad KPJ. tzv. Zakonom o zaštiti države. Prvi potez netom nakon izglasavanja bio je oduzimanje mandata članovima KPJ, time i skidanje imuniteta od progona, i zatvaranje istih u beogradskim kazamatima. Doatada neviđen progon komunista uslijedio je odmah potom. Komunisti su u zemlji izloženi ubijanjima, zatvaranjima i svakom drugom zamislivom obliku represije. U tom je razdoblju jugoslavenska vlast ubila i najviše dužnisnike KPJ poput Đure Đakovića i sedam sekretara SKOJ-a. Progoni nisu prestali do sloma Kraljevine Jugoslavije 1941., a HSS je katkad manje, a katkad više i sâm sudjelovao u njima. Naime, nepostojanje (legalne) alternative pomoglo im je da u Hrvatskoj dobiju plebiscitarnu podršku. 
U okupiranim dijelovima Hrvatske (Istra, Zadar i otoci), dolaskom fašista na vlast počeo je na razini cijele Italije, pa tako i tih područja, bjesomučan, ovaj puta fašistički progon komunista i drugih antifašista.
Od 1941. do 1945. progon komunista u Hrvatskoj nastavila je nova ustaška vlast kao i talijanska na području pod njezinom izravnom okupacijom. Kao glavni neprijatelji NDH oglašeni su odmah po uspostavi te države židovi, Srbi, Romi i komunisti. 
U drugoj Jugoslaviji, primarni zagovornici antikomunizma bili su povezani s hrvatskom političkom emigracijom i Katoličkom crkvom. Katolička crkva je u zemlji bila jedina legalna antikomunistička organizacija. 

## Komunistički progoni u SFR Jugoslaviji
Politički progoni nastavili su se i u novoj komunističkoj Jugoslaviji i prema antikomunistima - bilo da se radi o osobama koje su svojim djelovanjem u prethodnim razdobljima (prva Jugoslavija, NDH) proganjali komuniste ili ne (primjerice montirani sudski proces zagrebačkom nadbiskupu Alojziju Stepincu). Javnim kritičarima komunizma unutar Jugoslavije je kao disidentima prijetila velika opasnost da budu izvrgnuti montiranim političkim sudskim procesima ili da budu prisliljeni napustiti domovinu (češće). Najduže je u zatvoru proveo Marko Veselica 11 godina [neaktivna poveznica]. U slučaju ako bi u egzilu nastavili antikomunističku djelatnost postojala je mogućnost da budu likvidirani od strane jugoslavenske tajne policije UDBE (primjer: Bruno Bušić i mnogi drugi).
Disidenti koji su napustili Hrvatsku su bili manje prihvaćeni od disidenta iz drugih komunističkih država na zapadu, ali i od domaćeg društva [neaktivna poveznica].

## Moderni antikomunizam u svijetu i Hrvatskoj
Nakon pada većine totalitarističkih socijalističkih režima, zbog iskustva s predstavnicima ili simpatizerima bivšeg represivog sustava raširila se netrpeljivost prema komunistima i komunizmu. Međutim u Hrvatskoj protiv bivših progonitelja Hrvata ili općenito komunista do danas nisu podignuti sudski postupci ili druge represivne mjere. U nekim bivšim realsocijalistikčim zemljama u tranziciji s iznimkom zemalja bivše Jugoslavije i Rusije, uslijedila je lustracija kojom su isključeni komunisti ili djelatnici tajne policije iz političkog i iz javnog života. Ponekad i bez obzira da li su tijekom svoga rada u prethodnom socijalističkom sustavu kršili ljudska prava ili bili aktivni progonitelji političkih protivnika.  
Međutim, vrlo brzo su u spomenutim zemljama osnovane nove komunističke stranke koje su gdjegdje (prije Ukrajina, danas Moldavija) došle ponovno na vlast ili stekle parlamentarnu zastupljenost (npr. Češka, Slovačka), dok negdje nikad nisu ni izgubile vlast (Crna Gora). Osim u Srbiji, lustracija je bila i jest antikomunistička mjera. U Srbiji je lustracija mjera protiv kršitelja ljudskih prava bez obzira na stranačku pripadnost.
Osim lustracijom, u nekim zemljama kao primjerice u Mađarskoj, Latviji, Estoniji i Litvi zabranjeno je i isticanje komunističkih simbola kao zvijezde petokrake ili srpa i čekića. Sud za ljudska prava u Strasbourgu osudio je tu zabranu, jer prema mišljenu sudaca uskraćuje slobodu izražavanja.

## Vanjske poveznice
- Antikomunistička grupa Krug za trg  Arhivirana inačica izvorne stranice od 16. studenoga 2021. (Wayback Machine)
- Nevladina antikomunistička udruga: Hrvatski centar za istraživanje zločina komunizma  Arhivirana inačica izvorne stranice od 29. svibnja 2009. (Wayback Machine)
- Yugoslavia-6-Intelligence-and-Security, Popis žrtava UDBe[neaktivna poveznica]